# Dulichiella appendiculata
Dulichiella appendiculata is een vlokreeftensoort uit de familie van de Melitidae. De wetenschappelijke naam van de soort is voor het eerst geldig gepubliceerd in 1818 door Say.